# Ayşegül Mert
Ayşegül Mert (* 17. April 2004) ist eine türkische Tennisspielerin.

## Karriere
Mert begann mit sieben Jahren das Tennisspielen und spielt überwiegend Turniere auf der ITF Women’s World Tennis Tour, wo sie bislang einen Titel im Einzel und zwei Titel im Doppel gewonnen hat.
2022 nahm sie an den Juniorinnenwettbewerben der Australian Open, der French Open, Wimbledon und der US Open teil. Sie trat dort jeweils im Einzel als auch mit wechselnden Partnerinnen im Doppel an, kam aber in keinem der vorgenannten Wettbewerbe über die erste Runde hinaus.

## Turniersiege

### Einzel
| Nr. | Datum         | Turnier | Kategorie | Belag     | Finalgegnerin      | Ergebnis      |
| --- | ------------- | ------- | --------- | --------- | ------------------ | ------------- |
| 1.  | 15. Juni 2025 | Kayseri | ITF W15   | Hartplatz | Kateryna Lasarenko | 2:6, 7:5, 7:5 |

### Doppel
| Nr. | Datum           | Turnier | Kategorie | Belag | Partnerin        | Finalgegnerinnen                 | Ergebnis          |
| --- | --------------- | ------- | --------- | ----- | ---------------- | -------------------------------- | ----------------- |
| 1.  | 14. Januar 2023 | Antalya | ITF W15   | Sand  | Doğa Türkmen     | Qavia Lopez Amelia Waligora      | 65:7, 6:2, [10:8] |
| 2.  | 8. April 2023   | Antalya | ITF W15   | Sand  | Virginia Ferrara | Denise Hrdinková Ivana Šebestová | 7:5, 6:4          |